# Ingeniero de carrera

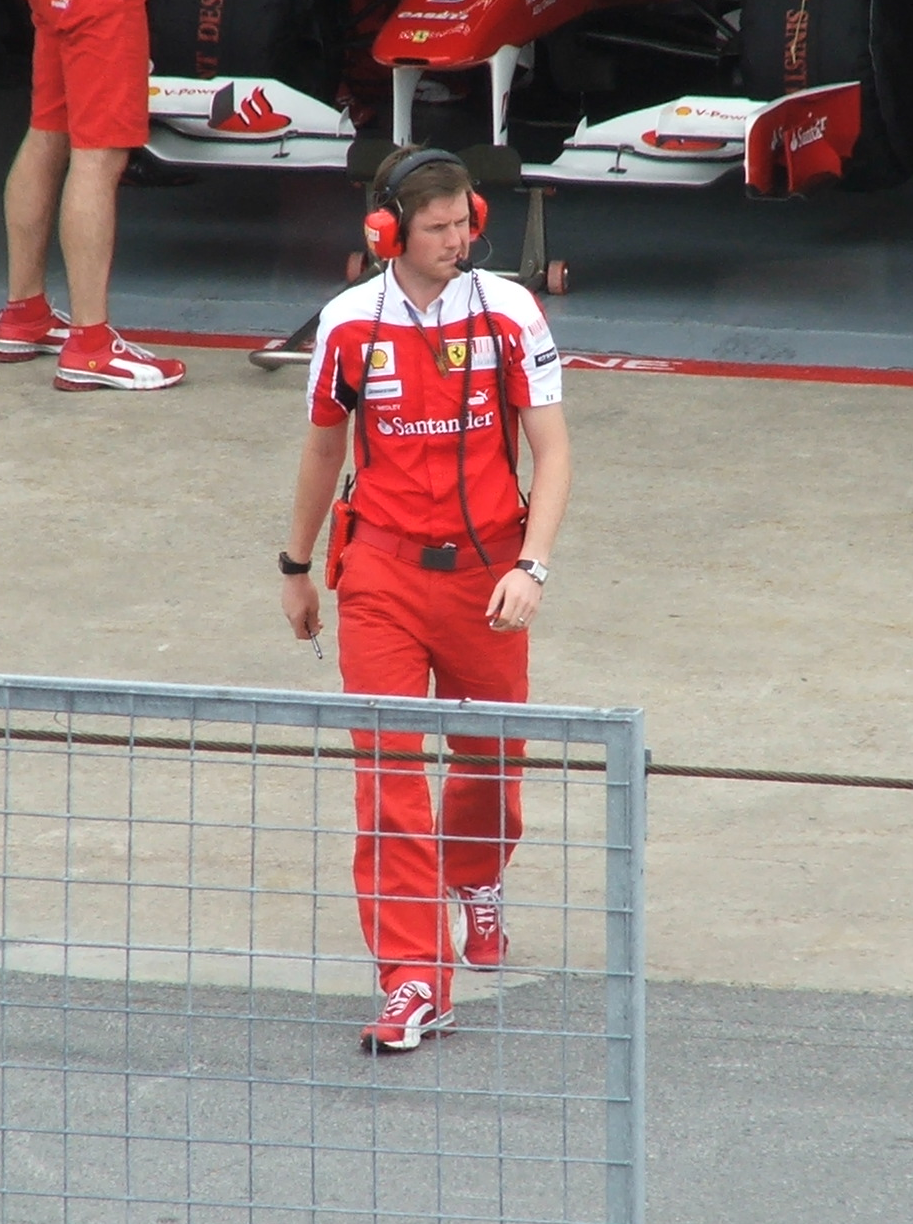
Rob Smedley, ingeniero de carrera de la Scuderia Ferrari, en el Gran Premio de Canadá de Fórmula 1 en 2010.

Un ingeniero de carrera es un miembro de un equipo de deportes de motor que analiza los datos para lograr el mejor rendimiento del monoplaza y del piloto. El ingeniero de carrera se comunica con el analista de datos, los mecánicos y el piloto del equipo, tanto entre carreras como durante ellas. Fuera de la pista de carreras, el ingeniero de carrera analiza los datos históricos para determinar la configuración inicial para el próximo evento de carrera o prueba. Los deberes del ingeniero de carrera también incluyen la gestión práctica de la mecánica del vehículo, la organización del calendario de pruebas y la garantía del cumplimiento de las normas. El ingeniero de carrera busca que estas actividades ocurran de la manera más fluida posible para el piloto. Los ingenieros de carrera casi siempre tienen un título académico en ingeniería o un campo relacionado.
Un buen ingeniero de carrera debe tener buenas habilidades con las personas. Para ser efectivo, el ingeniero de carrera debe tener una buena relación de trabajo no solo con el piloto sino también con el resto del equipo, tanto dentro como fuera de la pista. Muchas veces el ingeniero de carrera es también «la cara» del equipo para los medios; esto es especialmente cierto durante la carrera cuando el piloto está inaccesible. Esto hace que las habilidades con los medios del ingeniero de carrera sean una prioridad.

## Historia
El papel del ingeniero de carrera en los equipos de carreras ha ganado importancia desde la adopción de sensores integrados que recopilan datos de rendimiento. El trabajo del ingeniero de carrera es evaluar el rendimiento del vehículo obtenido tanto de la telemetría como de los comentarios del piloto. Luego, el ingeniero de carrera busca mejorar el rendimiento con respecto a los deseos del piloto ajustando la suspensión, las calibraciones del motor, la aerodinámica y otras variables que afectan el rendimiento del vehículo en la pista de carreras.

## Viajes
Los ingenieros de carrera tienden a viajar mucho, especialmente durante la temporada de carreras de sus equipos de deportes de motor. En el nivel más alto de los deportes de motor profesionales, los viajes internacionales son comunes. Los viajes fuera de temporada para los ingenieros de carrera suelen ser para pruebas, capacitación y visitas a proveedores.